# Завадовский, Иван Иванович
Ива́н Ива́нович Завадо́вский (укр. Іван Іванович Завадовський; 1780 — 1837) — русский контр-адмирал, кругосветный путешественник.

## Биография
1 января 1796 года Иван Завадовский был зачислен в Черноморский корпус, который окончил 1 октября 1798 года с производством в чин гардемарина. В 1798—1800 годах на 74-пушечном корабле «Симеон и Анна» под командованием капитана 2-го ранга К. С. Леонтовича перешёл из Севастополя в Архипелаг и участвовал при взятии крепостей Видо и Корфу, а затем плавал на 46-пушечном фрегате «Навархия Вознесение Господне» под командованием капитана 2-го ранга графа Н. Д. Войновича между Триестом и Анконой, и участвовал при взятии крепости Анкона. 9 мая 1801 года был произведён в чин мичмана и на 46-пушечном фрегате «Сошествие Святого Духа» плавал от Корфу до Бриндизи и перешёл в Константинополь.
В 1802 году на бригантине «Илларион» перешёл из Константинополя в Николаев. В 1803 году на корабле «Ратный» плавал от Херсона до Севастополя. В 1805 году на корабле «Исидор» совершил поход от Севастополя на Корфу и обратно и был командирован в Кострому за рекрутами. В 1807—1811 годах крейсировал в Чёрном море.
8 января 1809 года был произведён в чин лейтенанта. В 1811 году на фрегате «Лилия» плавал к Дунаю и участвовал при блокаде Варны. Был награждён орденом Святой Анны 3-й степени за отличие под Варною при истреблении неприятельских судов. В 1812—1817 годах плавал в Чёрном море. В 1817 году командовал десятью канонерскими лодками и плавал между Херсоном и Николаевом. В 1818 году, командуя бригом «Мингрелия», ходил от Николаева до Севастополя.
28 февраля 1819 года был произведён в капитан-лейтенанты и на фрегате «Флора» плавал в Чёрном море, и в том же году был переведён в Балтийский флот.
В 1819—1821 годах на шлюпе «Восток» под командованием капитана 2-го ранга Ф. Ф. Беллинсгаузена совершил кругосветное плавание и 5 августа 1821 года был произведён «за вояж» в чин капитана 2-го ранга и награждён двойным окладом жалованья. Начальник экспедиции Ф. Ф. Беллинсгаузен назвал в честь Завадовского один из открытых островов группы Южных Сандвичевых. В ходе дальнейшего плавания вокруг Антарктиды именем Завадовского был назван также ледник в юго-западной части открытого экспедицией острова Петра I.
26 декабря 1821 года «За беспорочную выслугу, в офицерских чинах, 18-ти шестимесячных морских кампаний» награждён орденом Святого Георгия 4-го класса.
В 1823 году был переведён из Балтийского в Черноморский флот и в 1824 году командирован в Кременчуге комиссионером Черноморского департамента. В 1825—1828 годах командовал Дунайской флотилией при взятии крепости Измаил. 6 января 1826 года был произведён в чин капитана 1-го ранга, а 29 мая 1828 года в чин контр-адмирала за отличие при истреблении турецкой флотилии под Браиловом.
20 февраля следующего года был уволен в отставку. Скончался контр-адмирал И. И. Завадовский в 1837 г. в Одессе и был похоронен на городском кладбище у Храма Всех Святых. Могила не сохранилась.
Сыновья Ивана Ивановича были военными моряками: Михаил (1815—после 1874) прапорщиком Корпуса морской артиллерии и Александр (1817—1877) — вице-адмиралом, Георгиевским кавалером.

## Память
В честь И. И. Завадовского названы:
- остров Завадовского в Антарктике (Южные Сандвичевы острова, 56°20′ ю.ш., 27°35′ з.д., остров открыт экспедицией Беллинсгаузена—Лазарева, тогда же было присвоено название)[1][3];
- мыс в Антарктиде (остров Петра I, 68°53′ ю.ш., 90°40′ з.д., мыс открыт в 1821 году экспедицией Беллинсгаузена—Лазарева, название мысу присвоено в 1929 году норвежской экспедицией на судне «Норвегия»)[3];
- купол в Антарктиде (купол Завадовского, Западный шельфовый ледник, 66°43′ ю.ш., 86°24′ в.д.,открыт и нанесён на карту в 1956 г. Советской Антарктической экспедицией, название присвоено не позже 1959 г.)[1][3].